# Aleksej Aleksejevič Abrikosov
Aleksej Aleksejevič Abrikosov (Moskva, 25. lipnja 1928. – Palo Alto, 29. ožujka 2017.), ruski teorijski fizičar.
Diplomirao (1948.) na Moskovskom državnom sveučilištu Lomonosov, doktorirao (1951.) na Institutu za fizikalne probleme Sovjetske akademije znanosti, gdje je i radio od 1948. do 1991. Član Sovjetske, danas Ruske akademije znanosti (od 1987). Od 1991. radi u Argonne National Laboratory u SAD-u (Državni labaratorij Argonne, SAD). Bavi se istraživanjem supravodljivosti (nestankom električne otpornosti u tvarima kada su ohlađene ispod određene, obično vrlo niske, temperature), istraživanjem magnetskih svojstava supravodiča II. vrste (supravodljivost) i svojstava tvari koje mijenjaju električnu otpornost pod utjecajem magnetskog polja. Dao je teorijsko objašnjenje za svojstva supravodiča II. vrste, što je omogućilo otkriće novih supravodljivih materijala i izgradnju snažnijih elektromagneta, koji se danas primjenjuju u uređajima za magnetsku rezonanciju. Za prinos razvoju teorije supravodiča i suprafluida s V. L. Ginzburgom i A. J. Leggettom 2003. dobio Nobelovu nagradu za fiziku.

## Supravodljivost
Supravodljivost je stanje pojedinih tvari koje se na niskim temperaturama očituje u nestanku njihova električnoga otpora, prolasku električne struje kroz tanku izolatorsku barijeru unutar njih bez električnoga otpora (Josephsonov učinak - Brian Josephson) i lebdenju magneta iznad njihove površine (Meissnerov učinak - Walther Meissner). Supravodǉivost je kvantnomehanička pojava i ne može se objasniti klasičnom fizikom. Tipično nastaje u nekim materijalima na jako niskim temperaturama (nižim od -200 °C).

### BCS-teorija
BCS-teorija ili Bardeen-Cooper-Schriefferova teorija je prva mikroskopska teorija supravodljivosti (1957.). Polazi od pretpostavke da na vrlo niskim temperaturama u kristalnoj rešetki supravodiča privlačno međudjelovanje elektron–rešetka–elektron nadjačava odbojnu električnu silu među elektronima, tj. da elektroni pri prolasku kroz rešetku privlače njezine ione, što rezultira povećanjem gustoće pozitivnog naboja u tom području i, dok se rešetka ne vrati u ravnotežno stanje, privlači druge elektrone. U takvim uvjetima elektroni kojima su spinovi i količine gibanje suprotni gibaju se u parovima (Cooperovi parovi), a svaki par elektrona na međusobnoj udaljenosti od približno 100 nm giba se kroz kristalnu rešetku bez gubitka energije i može tunelirati kroz izolatorsku barijeru. Porastom temperature atomi rešetke sve jače titraju, iznad kritične temperature razdvajaju elektronske parove, elektroni se više ne mogu gibati bez gubitaka i pojavljuje se električni otpor. Za razvoj BCS-teorije John Bardeen, Leon Neil Cooper i John Robert Schrieffer dobili su Nobelovu nagradu za fiziku 1972.

### Suprafluidnost
Suprafluidnost je stanje ukapljenoga helija koje se očituje gibanjem tekućine bez trenja na ekstremno niskoj temperaturi uz očuvana adhezijska svojstva. Otkrio ju je 1937. Pjotr Leonidovič Kapica, a neovisno o njem otkrili su ju iste godine Donald Misener i John Frank Allen proučavajući pojave do kojih dolazi kada se helij ohladi na temperaturu nižu od 2.17 K. Ako se na primjer u suprafluidni helij djelomično uroni prazna posuda, po njezinim će se stijenkama u tankom sloju (do 30 nm) helij penjati i spuštati u posudu sve dok se razina helija u posudi ne izjednači s razinom okolnoga helija; ako se kapilarna cjevčica jednim krajem uroni u suprafluidni helij i osvijetli, na njezinu će gornjem kraju istjecati helij poput vodoskoka visoka do 10 centimetara (takozvani učinak vodoskoka). Danska fizičarka Lena Hau uspjela je 1999. u suprafluidu usporiti svjetlost do brzine 17 m/s, a 2001. uspjela ju je zaustaviti.
Helijevi izotopi 4He i 3He imaju različita suprafluidna stanja, a zbog različitoga broja neutrona u atomskoj jezgri (različitog spina) pripadaju različitim statistikama (kvantna statistika). Izotop helija 4He, sa spinom 0, je bozon, podvrgava se Bose-Einsteinovoj statististici, ukapljuje se na 4.2 K i prelazi u suprafluidno stanje na temperaturi 2.17 K, a izotop 3He, sa spinom 1/2, podvrgava se Fermi-Diracovoj statististici, ukapljuje se na 3.19 K, postaje suprafluidan na temperaturi 2.6 mK i ima dva različita suprafluidna stanja. 
Teorijski doprinos tumačenju suprafluidnosti helijeva izotopa 4He prvi su dali Laszlo Tisza i Lev Davidovič Landau 1941. u dvokomponentnom modelu s kvazičesticama fononima i rotonima, a kvantnomehanički ju je nadogradio Richard Feynman. Objašnjenje suprafluidnosti izotopa 3He uklopilo se u poopćenu BCS-teoriju (supravodljivost). Postizanje suprafluidnosti još je vrlo skupo zbog potrebnih izuzetno niskih temperatura i iznimne čistoće helija, pa se primjenjuje uglavnom u znanstvenim istraživanjima, na primjer pri proučavanju pojedinačnih molekula plina u suprafluidu, gdje se one zbog nedostatka trenja gibaju potpuno slobodno; za održavanje osjetljivih mjernih instrumenata ili dijelova instrumenata na niskoj temperaturi (u astronomskom satelitu za opažanje infracrvenoga zračenja, IRAS, koji je lansiran 1983., s pomoću 720 litara suprafluidnoga helija instrumenti se čuvaju na temperaturi 1.6 K). U širem smislu stanje elektrona u supravodiču također je suprafluidno.

#### Fonon
Fonon, u fizici čvrstog stanja, je kvant energije mehaničkih vibracija u čvrstom tijelu. Uveden je po analogiji s fotonom (kvantom elektromagnetskoga titraja), primjenom zakona kvantne mehanike na mehaničke titraje. Koncepcija fonona kao uvedene kvantnomehaničke veličine prikladna je pri istraživanjima širenja zvuka u čvrstom tijelu, vođenja topline, toplinskoga kapaciteta, raznih električnih učinaka u poluvodičima, te pri disperziji rendgenskoga zračenja i neutrona u kristalima. (magnon).